# Треја (Мачерата)
Треја (итал. Treia) насеље је у Италији у округу Мачерата, региону Марке.
Према процени из 2011. у насељу је живело 2299 становника. Насеље се налази на надморској висини од 262 м.

## Становништво
| 1931.  | 1936.  | 1951.  | 1961.  | 1971. | 1981. | 1991. | 2001. | 2011. |
| ------ | ------ | ------ | ------ | ----- | ----- | ----- | ----- | ----- |
| 10.642 | 11.035 | 11.315 | 10.220 | 9.018 | 8.954 | 9.361 | 9.449 | 9.745 |